# Nathanaëlle Herbelin
Pour les articles homonymes, voir Herbelin.
Nathanaëlle Herbelin est une artiste peintre franco-israélienne née en 1989 en Israël.

## Biographie
Nathanaëlle Herbelin naît en 1989 en Israël d’un père français et d’une mère israélienne. Elle a grandi dans un environnement marqué par la coexistence de ces deux cultures, qui imprègnent son travail artistique. Elle vit à Paris depuis 2011.
Le travail de Nathanaëlle Herbelin se concentre sur des scènes issues de son environnement proche. Elle crée des ponts entre le personnel et l’universel, en s'appuyant sur des événements ou des relations vécues. Ses peintures témoignent des différents contextes qu’elle traverse, tout en invitant le spectateur à une réflexion silencieuse et introspective. Elle cite les Nabis, en particulier Pierre Bonnard, parmi ses principales influences, en raison de leur capacité à insuffler une dimension poétique aux scènes quotidiennes. Les œuvres de Nathanaëlle Herbelin se caractérisent par des tons terreux et une facture picturale libre, certaines formes apparaissent plus définies que d’autres, oscillant entre précision et abstraction[réf. nécessaire].
Nathanaëlle Herbelin a obtenu un Master à l’École Nationale Supérieure des Beaux-Arts de Paris en 2016. Depuis, son travail a été présenté dans des expositions en France et à l’étranger, parmi lesquelles : le Musée d'Orsay  à Paris (2024), l’Institut Français de Tel-Aviv (2022), le Centre d’Art Umm Al Fahem (2021), le Centre d’art Passerelle à Brest (2020), Bétonsalon à Paris (2019), le Musée des Beaux-Arts de Rennes (2018), la Collection Lambert à Avignon (2017) et la Fondation d’Entreprise Ricard à Paris (2017)[réf. souhaitée].

## Inspiration et pratique
La peinture de Nathanaëlle Herbelin s'inspire d'événements ou de relations vécues. Elle joint le personnel et l'universel, et oppose une certaine douceur à une forte tension.

« La peinture a toujours été ma manière d'observer le monde, je n'ai jamais expérimenté avec d'autres médiums. D'une certaine manière, la peinture est pour moi une habitude, une sorte d'obsession presque. »

— Nathanaëlle Herbelin

## Expositions (selection)
- 2025 He Art Museum, Shunde, Chine[réf. souhaitée]

- 2024 - Être ici est une splendeur, Musée d’Orsay, Paris, France[réf. souhaitée]

- 2023 Undivided Attention, Bruxelles, Xavier Hufkens, Belgique[5][source insuffisante]

- 2022 À la surface, le fond de l’oeil, Institut français de Tel-Aviv, Israël[6][source insuffisante]

- 2022 In Situ, Hôtel de Guise, Paris, France, en collaboration avec Charles Zana et Philippe Segalot[7][source insuffisante]

- 2021 Et peut-être que ces choses n’ont jamais eu lieu, Galerie Jousse Entreprise, Paris, France[8][source insuffisante]

- 2020 - Devenir peinture,  George V, Pékin, Chine[9][source insuffisante]

- 2019 - Ritual for long distances, Emmanuel Barbault Gallery], New York, USA[10][source insuffisante]

### Presse
- Art Press, n° 509, avril 2023, dossier «Une scène française. La peinture entre image et récit».

### Radio
- « Nathanaëlle Herbelin : C'est une chance de pouvoir me fuir moi-même par la peinture » [audio], sur France Inter, 24 octobre 2024 (consulté le 21 décembre 2024).